# Tino Petrelli
Valentino Petrelli, detto Tino (Fontanafredda, 6 agosto 1922 – Piacenza, 8 settembre 2001), è stato un fotografo italiano, noto per i suoi reportage fotogiornalistici.

## Biografia

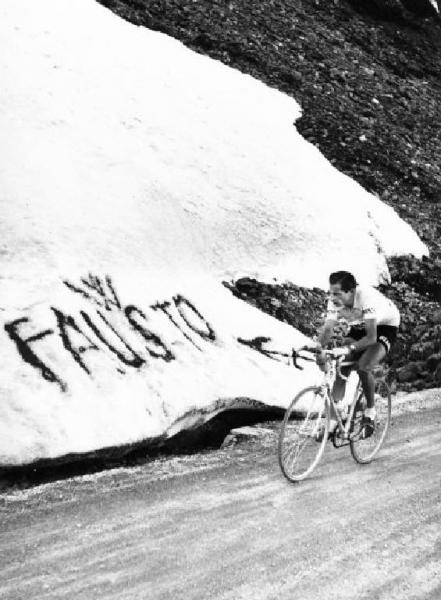
Famosa foto di Fausto Coppi scattata da Valentino Petrelli al Giro d'Italia 1953

Trasferitosi a Milano all'età di 12 anni iniziò a lavorare alla Publifoto nel 1937 come fattorino e successivamente come fotografo. Le sue foto hanno raccontato l'Italia sotto la dittatura fascista, la guerra e la ricostruzione, così come il boom economico degli anni sessanta e le tensioni sociali nei settanta.
Nel 1948 realizzò un famoso reportage, mostrando la miseria, l'esclusione e la fame degli abitanti di Africo nell'Aspromonte in Calabria. Le foto furono pubblicate sul periodico L'Europeo, unite ad un articolo, Africo, emblema della disperazione, scritto da Tommaso Besozzi. Le foto produssero un'impressione scandalosa per l'opinione pubblica, che al tempo stava riscoprendo la drammatica situazione della "questione meridionale". Nel 1951 documentò l'alluvione del Polesine, che causò 101 vittime e oltre 150 000 sfollati.